# CleVR
CleVR är en fri webbaserad fototjänst som delvis liknar flickr men som även kan skapa panoramabilder med hotspots, inbäddad text, bild och film. Programmet utvecklades ursprungligen för att hantera panoramabilder skapade med QuickTime VR men har sedan dess blivit en alltmer fristående produkt. De färdiga panoramabilderna görs sedan tillgängliga med hjälp av en flash-baserad visare.